# Dia Mundial do Habitat
O Dia Mundial do Habitat é assinalado na primeira segunda-feira de outubro de cada ano, e é reconhecido pelas Nações Unidas para refletir sobre o estado das cidades e sobre o direito básico de todos a um abrigo adequado. O dia também pretende lembrar ao mundo que todos têm o poder e a responsabilidade de moldar o futuro das cidades. O Dia Mundial do Habitat foi celebrado pela primeira vez em 1986 em Nairóbi, Quênia, e o tema escolhido para esse ano foi "Abrigo é Meu Direito".
A Assembleia Geral das Nações Unidas decidiu que este deveria ser um evento anual e a primeira segunda-feira de outubro foi escolhida. O dia é celebrado em muitos países ao redor do mundo e várias atividades são organizadas para examinar os problemas da rápida urbanização e seu impacto no meio ambiente e na pobreza humana.
Os temas anuais para o Dia Mundial do Habitat foram diversos e incluíram "Abrigo para os sem-teto", "Nosso bairro", "Cidades mais seguras", "Mulheres no governo urbano", "Cidades sem favelas" e "Água e saneamento para as cidades".
A ONU Habitat deixa clara a necessidade de planejar as cidades para evitar o desenvolvimento caótico da expansão urbana e todos os problemas associados que são criados como resultado.
As cidades são motores de crescimento. Muitas pessoas de áreas rurais em todo o mundo anseiam por se mudar para as cidades para realizar seus sonhos de uma vida melhor. Muitas vezes esse sonho não é realizado, mas as pessoas continuam a afluir às cidades por nenhuma outra razão que não seja uma vaga promessa de um futuro melhor e prosperidade.
Uma cidade bem planejada pode trazer exatamente isso. As cidades podem ser centros de atividades econômicas e os desafios urbanos podem ser abordados e as oportunidades podem continuar a ser oferecidas aos residentes atuais e futuros. Aqueles que são bem-sucedidos conseguem empregos ou iniciam seus próprios negócios, o que, por sua vez, cria mais oportunidades de emprego.
Por outro lado, as cidades também podem se tornar um cenário em que a marginalização, a desigualdade e a exclusão social podem abundar. O acesso à moradia adequada é um fator importante para garantir que isso seja evitado.
Outra questão importante é o risco cada vez maior representado por desastres naturais à medida que a crise climática continua a se desenvolver. Esse risco é particularmente significativo na região do Caribe e na América Central, onde países como Haiti, Nicarágua, Honduras, El Salvador e Bolívia têm níveis mais altos de pobreza e onde suas cidades são excepcionalmente vulneráveis devido à sua densidade populacional e diversidade.

Altos níveis de densidade populacional, juntamente com técnicas de construção precárias deram origem a favelas que não têm infraestrutura adequada, organização comunitária ou segurança de posse. No caso de um desastre de qualquer tipo, um colapso completo pode resultar em uma situação caótica e enorme perda de vidas.